# Prabuty (gmina)
Prabuty – gmina miejsko-wiejska w województwie pomorskim, w powiecie kwidzyńskim. W latach 1975–1998 gmina położona była w województwie elbląskim.
W skład gminy wchodzi 20 sołectw: Antonin–Kamienna, Gdakowo, Gilwa, Gonty, Górowychy, Grodziec, Jakubowo, Julianowo, Kołodzieje, Laskowice, Obrzynowo, Pilichowo, Pólko, Raniewo, Rodowo, Stańkowo, Stary Kamień, Sypanica, Szramowo, Trumiejki, Wybudowanie
Siedziba gminy to Prabuty.
Według danych z 31 grudnia 2010 gminę zamieszkiwało 13 159 osób. Natomiast według danych z 31 grudnia 2017 roku gminę zamieszkiwało 13 165 osób.

## Struktura powierzchni
Według danych z roku 2002 gmina Prabuty ma obszar 197,12 km², w tym:
- użytki rolne: 64%
- użytki leśne: 20%

Gmina stanowi 23,62% powierzchni powiatu.

## Demografia

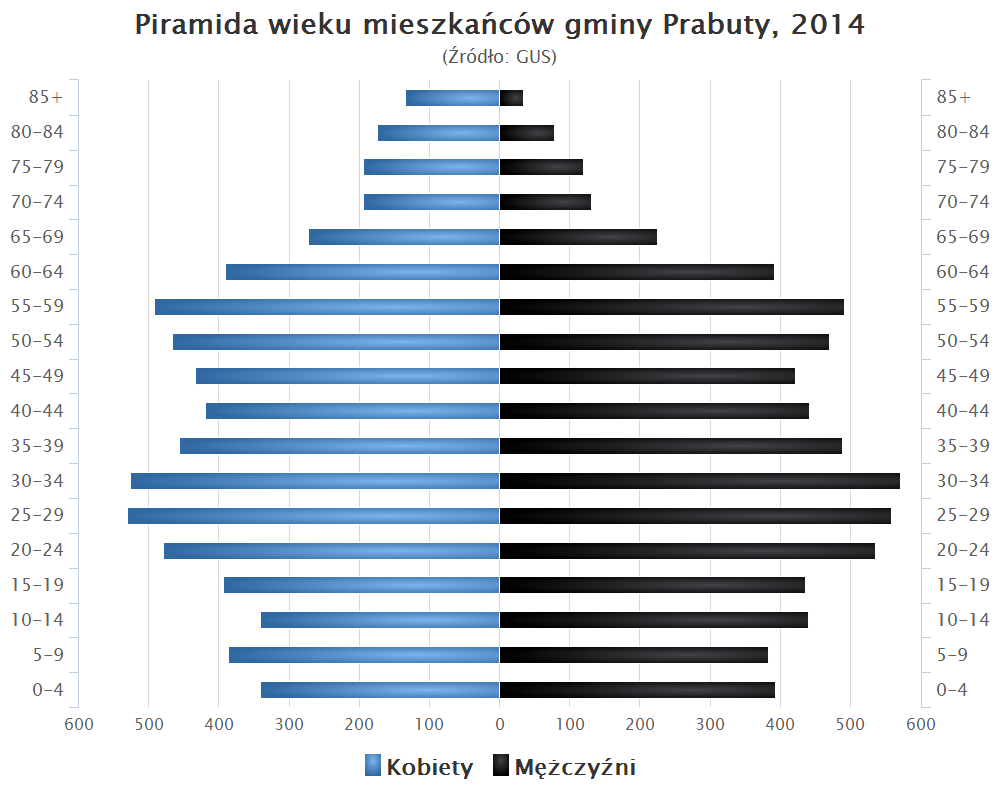
Piramida wieku mieszkańców gminy Prabuty w 2014 roku

Dane z 31 grudnia 2010:
| Opis                              | Ogółem | Ogółem | Kobiety | Kobiety | Mężczyźni | Mężczyźni |
| --------------------------------- | ------ | ------ | ------- | ------- | --------- | --------- |
| jednostka                         | osób   | %      | osób    | %       | osób      | %         |
| populacja                         | 13 159 | 100    | 6594    | 50,2    | 6565      | 49,8      |
| gęstość zaludnienia (mieszk./km²) | 66,7   | 66,7   | 33,5    | 33,5    | 33,2      | 33,2      |

## Ochrona przyrody
- Rezerwat przyrody Jezioro Liwieniec

## Jeziora leżące na terenie Gminy Prabuty
1. Jezioro Burgale
2. Jezioro Dzierzgoń
3. Jezioro Liwieniec
4. Jezioro Orkusz
5. Jezioro Sowica
6. Jezioro Grażymowskie Zachodnie i Wschodnie

## Sąsiednie gminy
Gardeja, Kisielice, Kwidzyn, Mikołajki Pomorskie, Ryjewo, Stary Dzierzgoń, Susz